# Rymantadyna
Rymantadyna – organiczny związek chemiczny z grupy amin, pochodna adamantanu. W postaci chlorowodorku stosowana jest jako lek przeciwwirusowy przeznaczony do leczenia i profilaktyki grypy typu A u ludzi, ma jednak niską skuteczność i może wywoływać niekorzystne efekty uboczne.
W badaniach in vitro stwierdzono, że hamuje ona namnażanie wszystkich podtypów antygenowych (H1N1, H2N2 i H3N2) wirusów grypy typu A.
Rymantadyna, podobnie jak amantadyna, należy do grupy leków przeciwgrypowych starej generacji, które mogą wywoływać wiele działań niepożądanych. W metaanalizie opisanej przez Cochrane Collaboration w roku 2006, dotyczącej badania amantadyny i rymantadyny u dorosłych stwierdzono jej niską skuteczność niekorzystne efekty uboczne ze strony żołądka i przewodu pokarmowego i zalecono jej stosowanie jedynie w wypadkach nagłych, wobec nieskuteczności innych leków. Nie stwierdzono hamowania zarażania innych osób. W roku 2014 Cochrane Collaboration opublikowało kolejną metaanalizę dotyczącą amantadyny i rymantadyny, uwzględniająca zarówno dorosłych, jak i dzieci. Zwrócono uwagę na słabą wiedzę dotyczącą bezpieczeństwa stosowania rymantadyny, a jako jedyne pozytywne efekty wskazano obniżenie objawów grypy typu A u dzieci po 3 dniach stosowania leku. Nie stwierdzono korzyści stosowania żadnego z obu badanych leków w porównaniu do placebo w zapobieganiu, leczeniu i skracaniu czasu trwania grypy typu A u dzieci i dorosłych.